# Ari Laptev
Ari Laptev (* 10. August 1950 in Baryshevka bei Kiew) ist ein aus der Sowjetunion stammender schwedischer Mathematiker, der sich mit partiellen Differentialgleichungen und verschiedenen Aspekten der mathematischen Physik beschäftigt.

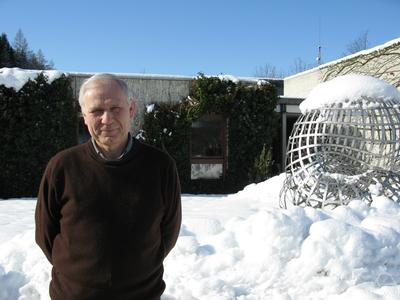
Ari Laptev, Oberwolfach 2012

## Leben
Laptev studierte Mathematik an der Universität Leningrad, wo er 1972 seinen Diplomabschluss machte und 1978 bei Michael Solomjak (Solomyak) promoviert wurde. Er forschte danach an der Universität Leningrad und wurde 1977 Assistenzprofessor. Nachdem er 1982 eine Britin heiratete, verlor er seinen Posten an der Universität. Er wanderte aus und wurde 1987 Dozent an der Universität Linköping und 1992 an der Königlichen Technischen Hochschule Stockholm (KTH). Seit 1999 ist er dort Professor (und 1999 bis 2006 stellvertretender Leiter der Mathematikfakultät), aber zwischenzeitlich beurlaubt, da er seit 2007 außerdem Professor am Imperial College London ist, wo er 2008 bis 2010 der Fakultät vorstand, und seit 2011 Direktor des Mittag-Leffler-Instituts. 
Er forscht über Spektraltheorie partieller Differentialgleichungen, speziell Schrödingeroperatoren, Lieb-Thirring-Ungleichungen, Spurformeln, inverse Probleme, globale Lösungen von Wellengleichungen, die Polya Vermutung, verallgemeinerte Szegö-Probleme und Pseudodifferentialoperatoren.
2007 bis 2010 war er Präsident der European Mathematical Society. 2007 erhielt er einen Wolfson Research Merit Award der Royal Society. 2004 war er Präsident des Organisationskomitees des 4. Europäischen Mathematikerkongresses in Stockholm. 2007 bis 2013 ist er mit Rat der London Mathematical Society und 2012 bis 2014 im Leitungsrat der International Association of Mathematical Physics.
Zu seinen Doktoranden gehören Timo Weidl (Professor in Stuttgart), Rupert Frank (Professor an der LMU in München).
Er ist seit 2011 Herausgeber der Acta Mathematica und des Arkiv för Matematik. Seit 2010 ist er Mitherausgeber des Journal of spectral theory.
2021 wurde Laptev in die Academia Europaea gewählt.

## Schriften
- als Herausgeber mit Jan Janas, Pavel Kurasov, Sergei Naboko, Günter Stolz Spectral theory and analysis, Birkhäuser 2011
- Herausgeber Around the Research of Vladimir Maz´ya, Teil 1–3, Springer Verlag 2010
- Herausgeber mit Jan Janas, Pavel Kurasov, Sergei Naboko, Günter Stolz Methods of spectral analysis in mathematical physics, Birkhäuser Verlag 2009
- Herausgeber mit Jan Janas, Pavel Kurasov, Sergei Naboko, Günter Stolz Operator theory, analysis and mathematical physics, Birkhäuser 2007